# カバチ流人生指南 弱者はゴネて、あがいて、生き残れ!
『カバチ流人生指南 弱者はゴネて、あがいて、生き残れ!』（カバチりゅうじんせいしなん じゃくしゃはゴネて、あがいて、いきのこれ!）は著者田島隆の生い立ちと漫画原作者デビューまでの自伝（ただし、海事代理士、行政書士として取り扱った実例については守秘義務を理由に事実関係の一部をフィクションにしているとの注意書きがある）。

## 内容
- 両親に望まれず産まれた事情、幼少の頃の凄惨なイジメ、両親からのDVに育児放棄、教師からの無視、家庭崩壊、生活保護、15歳で独り生きていくことになる経緯（母親から生活保護の打ち切りを理由に強制的に独立させられる）、高校中退、極貧生活、ヤクザからの勧誘、夜逃げ、車中生活、一念発起し独学による法律資格の取得、事務所開業後の経営戦略、著者がみた苦悩に喘ぐ相談者、漫画原作者としてのデビューの経緯などが語られている。
- 一部には、著者の別作品である『カバチタレ!』などで描かれたエピソードなども実体験として触れられている。
- 著者は、現在、社会問題とされているテーマをひととおり経験しており、その悲惨さに途中まで読むのが辛いが、著者が法律試験に合格したあたりから、読み手に元気と強い希望を与える構成となっている。